# Hongkong a 2024. évi nyári olimpiai játékokon
Hongkong a franciaországi Párizsban megrendezett 2024. évi nyári olimpiai játékok egyik részt vevő nemzete. Hongkongot az olimpián 12 sportágban 36 sportoló képviseli.

## Érmesek
| Érem  | Versenyző   | Sportág | Versenyszám |
| ----- | ----------- | ------- | ----------- |
| Arany | Vivian Kong | Vívás   | Női egyéni  |

## Asztalitenisz
Férfi
| Versenyző                       | Versenyszám | Selejtező         | 64-es főtábla      | 48-as főtábla     | 32-es főtábla     | Nyolcaddöntő      | Negyeddöntő       | Elődöntő          | Döntő             | Helyezés |
| Versenyző                       | Versenyszám | Ellenfél Eredmény | Ellenfél Eredmény  | Ellenfél Eredmény | Ellenfél Eredmény | Ellenfél Eredmény | Ellenfél Eredmény | Ellenfél Eredmény | Ellenfél Eredmény | Helyezés |
| ------------------------------- | ----------- | ----------------- | ------------------ | ----------------- | ----------------- | ----------------- | ----------------- | ----------------- | ----------------- | -------- |
| Vóng Can-thing (Wong Chun Ting) | Egyes       | erőnyerő          | Diaw (SEN) · W 4–3 | Fan (CHN) ·       |                   |                   |                   |                   |                   |          |

Női
| Versenyző                                                                           | Versenyszám | Selejtező         | 64-es főtábla               | 48-as főtábla     | 32-es főtábla      | Nyolcaddöntő      | Negyeddöntő       | Elődöntő          | Döntő             | Helyezés |
| Versenyző                                                                           | Versenyszám | Ellenfél Eredmény | Ellenfél Eredmény           | Ellenfél Eredmény | Ellenfél Eredmény  | Ellenfél Eredmény | Ellenfél Eredmény | Ellenfél Eredmény | Ellenfél Eredmény | Helyezés |
| ----------------------------------------------------------------------------------- | ----------- | ----------------- | --------------------------- | ----------------- | ------------------ | ----------------- | ----------------- | ----------------- | ----------------- | -------- |
| Tou Hój-kam (Doo Hoi Kem)                                                           | Egyes       | erőnyerő          | Pjon (Pyon) (PRK) · L 1–4   | kiesett           | kiesett            | kiesett           | kiesett           | kiesett           | kiesett           |          |
| Csu Cseng-csu (Zhu Chengzhu)                                                        | Egyes       | erőnyerő          | Csien (Chien) (TPE) · W 4–0 | Hirano (JPN)      |                    |                   |                   |                   |                   |          |
| Tou Hój-kam (Doo Hoi Kem) Csu Cseng-csu (Zhu Chengzhu) Léj Hou-ching (Lee Ho Ching) | Csapat      | N/A               | N/A                         | N/A               | Svédország (SWE) · |                   |                   |                   |                   |          |

Vegyes
| Versenyző                                                 | Versenyszám  | Nyolcaddöntő      | Negyeddöntő                           | Elődöntő                          | Döntő                  | Helyezés |
| Versenyző                                                 | Versenyszám  | Ellenfél Eredmény | Ellenfél Eredmény                     | Ellenfél Eredmény                 | Ellenfél Eredmény      | Helyezés |
| --------------------------------------------------------- | ------------ | ----------------- | ------------------------------------- | --------------------------------- | ---------------------- | -------- |
| Vóng Can-thing (Wong Chun Ting) Tou Hój-kam (Doo Hoi Kem) | Vegyes páros | N/A               | Ecseki (HUN) · Madarász (HUN) · W 4–1 | Robles (ESP) · Xiao (ESP) · W 4–2 | Ri (PRK) · Kim (PRK) · |          |

## Atlétika
Férfi
| Felix Diu | 100 m síkfutás |  |  |  |  |  |  |  |  |

## Cselgáncs
Női
| Versenyző                 | Versenyszám | 32-es főtábla          | Nyolcaddöntő      | Negyeddöntő       | Elődöntő          | Vigaszág elődöntő | Bronz- mérkőzés   | Döntő             | Helyezés |
| Versenyző                 | Versenyszám | Ellenfél Eredmény      | Ellenfél Eredmény | Ellenfél Eredmény | Ellenfél Eredmény | Ellenfél Eredmény | Ellenfél Eredmény | Ellenfél Eredmény | Helyezés |
| ------------------------- | ----------- | ---------------------- | ----------------- | ----------------- | ----------------- | ----------------- | ----------------- | ----------------- | -------- |
| Vóng Ká-léj (Wong Ka Lee) | Légsúly     | Tanzer (AUT) · L 00–10 | kiesett           | kiesett           | kiesett           | kiesett           | kiesett           | kiesett           | kiesett  |

## Evezés
Férfi
| Versenyző                   | Versenyszám  | Előfutam | Előfutam | Vigaszág | Vigaszág | Negyeddöntő | Negyeddöntő | Elődöntő | Elődöntő | Elődöntő | Döntő | Döntő | Döntő | Helyezés |
| Versenyző                   | Versenyszám  | Idő      | Hely.    | Idő      | Hely.    | Idő         | Hely.       | Típus    | Idő      | Hely.    | Típus | Idő   | Hely. | Helyezés |
| --------------------------- | ------------ | -------- | -------- | -------- | -------- | ----------- | ----------- | -------- | -------- | -------- | ----- | ----- | ----- | -------- |
| Cíu Hín-cön (Chiu Hin Chun) | Egypárevezős | 7:00.29  | 4 R      | 7:12.94  | 2 Q      |             |             |          |          |          |       |       |       |          |

## Kerékpározás

### Országúti kerékpározás
| Versenyző                   | Versenyszám   | Idő | Helyezés |
| --------------------------- | ------------- | --- | -------- |
| Lau Van-jau (Lau Wan Yau)   | Mezőnyverseny |     |          |
| Léj Szí-ving (Lee Sze Wing) | Mezőnyverseny |     |          |

### Pálya-kerékpározás
Omnium
| Versenyző                   | Versenyszám | 10 km-es scratch | 10 km-es scratch | 3 km-es egyéni üldözőverseny | 3 km-es egyéni üldözőverseny | 3 km-es egyéni üldözőverseny | Kieséses verseny | Kieséses verseny | 500 m-es időfutam | 500 m-es időfutam | 500 m-es időfutam | 250 méter repülő rajt | 250 méter repülő rajt | 250 méter repülő rajt | 20 km-es pontverseny | 20 km-es pontverseny | Összesítés | Összesítés |
| Versenyző                   | Versenyszám | Pont             | Hely.            | Idő                          | Pont                         | Hely.                        | Pont             | Hely.            | Idő               | Pont              | Hely.             | Idő                   | Pont                  | Hely.                 | Pont                 | Hely.                | Pont       | Helyezés   |
| --------------------------- | ----------- | ---------------- | ---------------- | ---------------------------- | ---------------------------- | ---------------------------- | ---------------- | ---------------- | ----------------- | ----------------- | ----------------- | --------------------- | --------------------- | --------------------- | -------------------- | -------------------- | ---------- | ---------- |
| Léj Szí-ving (Lee Sze Wing) | Női         |                  |                  |                              |                              |                              |                  |                  |                   |                   |                   |                       |                       |                       |                      |                      |            |            |

## Taekwondo
Férfi
| Versenyző                  | Versenyszám | Selejtező         | Nyolcaddöntő      | Negyeddöntő       | Elődöntő          | Vigaszág első kör | Vigaszág elődöntő | Bronz- mérkőzés   | Döntő             | Helyezés |
| Versenyző                  | Versenyszám | Ellenfél Eredmény | Ellenfél Eredmény | Ellenfél Eredmény | Ellenfél Eredmény | Ellenfél Eredmény | Ellenfél Eredmény | Ellenfél Eredmény | Ellenfél Eredmény | Helyezés |
| -------------------------- | ----------- | ----------------- | ----------------- | ----------------- | ----------------- | ----------------- | ----------------- | ----------------- | ----------------- | -------- |
| Lou Vaj-fung (Lo Wai Fung) | Pehelysúly  |                   |                   |                   |                   |                   |                   |                   |                   |          |

## Tollaslabda
| Versenyző                                                     | Versenyszám  | Csoportkör                                          | Csoportkör                    | Csoportkör                          | Nyolcaddöntő | Negyeddöntő       | Elődöntő          | Bronz- mérkőzés   | Döntő             | Helyezés |                   |
| Versenyző                                                     | Versenyszám  | Ellenfél Eredmény                                   | Ellenfél Eredmény             | Ellenfél Eredmény                   | Hely.        | Ellenfél Eredmény | Ellenfél Eredmény | Ellenfél Eredmény | Ellenfél Eredmény | Helyezés | Ellenfél Eredmény |
| ------------------------------------------------------------- | ------------ | --------------------------------------------------- | ----------------------------- | ----------------------------------- | ------------ | ----------------- | ----------------- | ----------------- | ----------------- | -------- | ----------------- |
| Léj Chők-jíu (Lee Cheuk Yiu)                                  | Férfi egyes  | Garrido (MEX) ·                                     | Csou (Chou) (TPE) ·           | N/A                                 |              |                   |                   |                   |                   |          |                   |
| Lou Szín-jan (Lo Sin Yan)                                     | Női egyes    | Vieira (BRA) ·                                      | Katethong (THA) ·             | N/A                                 |              |                   |                   |                   |                   |          |                   |
| Jőng Ngá-thing (Yeung Nga Ting) Jőng Phúj-lam (Yeung Pui Lam) | Női páros    | Sztoeva / · Sztoeva (BUL) · L (11–21, 23–21, 15–21) | A. Xu / · K. Xu (USA) ·       | Liu / · Tan (CHN) ·                 |              | N/A               |                   |                   |                   |          |                   |
| Tang Cőn-man (Tang Chun Man) Ce Jing-szűt (Tse Ying Suet)     | Vegyes páros | Je (Ye) / · Li (TPE) · W (21–13, 21–13)             | Vatanabe / · Higasino (JPN) · | Christiansen / · Bøje (DEN) · W W/O |              | N/A               |                   |                   |                   |          |                   |

## Torna
Férfi
| Versenyző                     | Versenyszám | Selejtező | Selejtező | Döntő    | Döntő    |
| Versenyző                     | Versenyszám | Pontszám  | Helyezés  | Pontszám | Helyezés |
| ----------------------------- | ----------- | --------- | --------- | -------- | -------- |
| Szek Vaj-hung (Shek Wai Hung) | Ugrás       |           |           |          |          |

## Triatlon
| Versenyző                             | Versenyszám  | 1,5 km úszás | Depózás 1 | 43 km kerékpározás | Depózás 2 | 10 km futás | Összesítés | Összesítés |
| Versenyző                             | Versenyszám  | Idő          | Idő       | Idő                | Idő       | Idő         | Idő        | Helyezés   |
| ------------------------------------- | ------------ | ------------ | --------- | ------------------ | --------- | ----------- | ---------- | ---------- |
| Jason Ng Táj-lung (Jason Ng Tai Long) | Férfi egyéni |              |           |                    |           |             |            |            |

## Úszás
Férfi
| Versenyző | Versenyszám | Előfutam | Előfutam | Előfutam | Elődöntő | Elődöntő | Elődöntő | Döntő | Döntő    |
| Versenyző | Versenyszám | Idő      | Hely.    | Össz.    | Idő      | Hely.    | Össz.    | Idő   | Helyezés |
| --------- | ----------- | -------- | -------- | -------- | -------- | -------- | -------- | ----- | -------- |
| Ian Ho    | 50 m gyors  |          |          |          |          |          |          |       |          |

## Vitorlázás
Női
| Versenyző                    | Versenyszám | Futam | Futam | Futam | Futam | Futam | Futam | Futam | Futam | Futam | Futam | Futam | Pontszám | Helyezés |
| Versenyző                    | Versenyszám | 1     | 2     | 3     | 4     | 5     | 6     | 7     | 8     | 9     | 10    | É     | Pontszám | Helyezés |
| ---------------------------- | ----------- | ----- | ----- | ----- | ----- | ----- | ----- | ----- | ----- | ----- | ----- | ----- | -------- | -------- |
| Má Kvan-cing (Ma Kwan Ching) | IQFoil      |       |       |       |       |       |       |       |       |       |       |       |          |          |

Férfi
| Ceng Ching-jín (Cheng Ching Yin) | IQFoil |    |    |  |  |  |  |  |  |  | N/A |     |  |  |  |  |
| Szakai Akira Russell Alysworth   | 49er   | 17 | 12 |  |  |  |  |  |  |  |     | N/A |  |  |  |  |
| Nicholas Halliday                | ILCA 7 |    |    |  |  |  |  |  |  |  |     | N/A |  |  |  |  |

## Vívás
Férfi
| Versenyző                     | Versenyszám       | Selejtező         | 32-es főtábla         | Nyolcaddöntő      | Negyeddöntő       | Elődöntő          | Bronz- mérkőzés   | Döntő             | Helyezés |         |
| Versenyző                     | Versenyszám       | Ellenfél Eredmény | Ellenfél Eredmény     | Ellenfél Eredmény | Ellenfél Eredmény | Ellenfél Eredmény | Ellenfél Eredmény | Ellenfél Eredmény | Helyezés |         |
| ----------------------------- | ----------------- | ----------------- | --------------------- | ----------------- | ----------------- | ----------------- | ----------------- | ----------------- | -------- | ------- |
| Hó Vaj-háng (Ho Wai Hang)     | Párbajtőr, egyéni | erőnyerő          | Jamada (JPN) · L 9–15 | kiesett           | kiesett           | kiesett           | kiesett           | kiesett           | kiesett  | kiesett |
| Cőng Ká-lóng (Cheung Ka Long) | Tőr, egyéni       | erőnyerő          |                       |                   |                   |                   |                   |                   |          |         |

Női
| Versenyző   | Versenyszám       | Selejtező         | 32-es főtábla           | Nyolcaddöntő             | Negyeddöntő             | Elődöntő                | Bronz- mérkőzés   | Döntő                        | Helyezés |
| Versenyző   | Versenyszám       | Ellenfél Eredmény | Ellenfél Eredmény       | Ellenfél Eredmény        | Ellenfél Eredmény       | Ellenfél Eredmény       | Ellenfél Eredmény | Ellenfél Eredmény            | Helyezés |
| ----------- | ----------------- | ----------------- | ----------------------- | ------------------------ | ----------------------- | ----------------------- | ----------------- | ---------------------------- | -------- |
| Vivian Kong | Párbajtőr, egyéni | erőnyerő          | Hussein (EGY) · W 15–11 | Husisian (USA) · W 15–12 | Krivicka (UKR) · W 15–7 | Differt (EST) · W 15–11 |                   | Mallo-Breton (FRA) · W 13–12 | 1        |
| Daphne Chan | Tőr, egyéni       | erőnyerő          | Azuma (JPN) · W 15–14   | Sauer (GER) · L 8–15     | kiesett                 | kiesett                 | kiesett           | kiesett                      | kiesett  |